# Гензерндорф (округ)
Бецирк Гензерндорф — округ Австрійської федеральної землі Нижня Австрія. 
Округ поділено на 44 громади:

- Адерклаа
- Андлерсдорф
- Ангерн-ан-дер-Марх
- Ауерсталь
- Бад-Піраварт
- Дойч-Ваграм
- Дрезінг
- Дюрнкрут
- Ебенталь
- Екартзау
- Енгельгартштеттен
- Гензерндорф
- Глінцендорф
- Гросс-Енцерсдорф
- Гросс-Швайнбарт
- Гроссгофен
- Гарінгзее
- Гаускірхен
- Гогенау-ан-дер-Марх
- Гогенрупперсдорф
- Єденшпайген
- Ласзее
- Леопольдсдорф-ім-Мархфельде
- Маннсдорф-ан-дер-Донау
- Мархегг
- Маркграфнойзідль
- Матцен-Раггендорф
- Нойзідль-ан-дер-Цая
- Оберзібенбрунн
- Орт-ан-дер-Донау
- Пальтерндорф-Доберманнсдорф
- Парбасдорф
- Проттес
- Раасдорф
- Рінгельсдорф-Нідерабсдорф
- Шенкірхен-Реєрсдорф
- Шпаннберг
- Штрассгоф-ан-дер-Нордбан
- Зульц-ім-Вайнфіртель
- Унтерзібенбрунн
- Вельм-Гетцендорф
- Вайден-ан-дер-Марх
- Вайкендорф
- Ціштерсдорф

## Демографія
Населення округу за роками за даними статистичного бюро Австрії

## Виноски
1. ↑  Statistik Austria. Архів оригіналу за 2 травня 2015. Процитовано 26 червня 2013.

| Австрія | Це незавершена стаття з географії Австрії. Ви можете допомогти проєкту, виправивши або дописавши її. |